# Paolo Spingardi
Le comte Paolo Spingardi (Felizzano, 2 novembre 1845 - Spigno Monferrato, 22 septembre 1918) est un général, homme politique et dirigeant sportif italien, député et sénateur du royaume d'Italie, ministre de la Guerre pendant la guerre de Libye et dans les années précédant la Première Guerre mondiale.

## Biographie
Il participe à la troisième guerre d'indépendance en tant que sous-lieutenant  (sottotenente) dans les grenadiers. Il devient ensuite professeur de topographie à l'école de guerre de Turin.

### Carrière militaire
En 1887, il est transféré au ministère de la Guerre. Il retourne à l'école de guerre en 1892 en tant que commandant en second. En 1899, il retourne à Rome en tant que directeur général des services administratifs du ministère, avec le grade de général de division (maggiore generale). Toujours à Rome, il était commandant de la brigade de Basilicata.

### Sous-secrétaire
Lorsque Ettore Pedotti devient ministre de la guerre dans le deuxième gouvernement Giolitti, ce dernier le choisit comme sous-secrétaire. Il a occupé ce poste (avec Pedotti) dans les gouvernements Tittoni et Fortis I.

### Député et sénateur
Désormais habitué à l'environnement romain et proche de Giovanni Giolitti, Spingardi est candidat dans la circonscription d'Anagni en 1904 et est élu député. Plus tard, il est nommé sénateur par le roi.

### Commandant général du corps des carabiniers
Promu lieutenant général (tenente generale), il commande la place militaire de Messine. Il est ensuite commandant général des carabiniers du 16 février 1908 au 30 avril 1909. Une mission délicieusement politique, qui témoigne de la proximité de Spingardi avec Giolitti. En tant que commandant général, il a cependant eu l'occasion de montrer ses qualités lors des opérations de sauvetage après le tremblement de terre de Messine, le 28 décembre 1908. En guise de sceau sur son travail, le drapeau du Corps a été décoré d'une nouvelle médaille d'or.

### Ministre de la guerre
Il devient ministre de la guerre le 11 décembre 1909, avec le gouvernement Sonnino II, en remplacement du ministre Severino Casana, premier civil à occuper ce poste, qui était particulièrement mal aimé des militaires. Il a occupé ce poste sous les gouvernements Luzzatti et Giolitti IV. C'est lui qui a limité la conscription à deux ans pour toutes les armes et qui a largement contribué à la modernisation de l'armée, avec une nouvelle artillerie, des avions et des dirigeables et quelques mitrailleuses. Durant son long ministère, Spingardi a procédé à une réorganisation majeure de l'armée italienne, malgré des ressources financières limitées, juste avant le début de la Grande Guerre.
Il a également été ministre de la guerre lors de la conquête de la Libye. En 1912, il a été décoré du collier de l'Annonciation et en 1913, il a reçu du roi le titre de comte.

### Directeur sportif de la S.P. Lazio
Sportif passionné, il a été élu président de la section prémilitaire du club omnisports S.P. Lazio en 1909, et est resté dans la gestion du club "biancoceleste" (blanc et bleu ciel) pendant de nombreuses années, également en tant que conseiller.

### Résultat
Lorsque le premier gouvernement Salandra entre en fonction en mars 1914, il est remplacé au ministère par Domenico Grandi. Cependant, en mai 1915, il est récompensé par le commandement du corps d'armée de Milan: là, il a le malheur de devoir affronter, dès les premiers jours, les grandes manifestations interventionnistes contre la neutralité italienne. Il est accusé de ne pas avoir réagi suffisamment fort et est renvoyé, ainsi que le préfet Carlo Panizzardi.
Peu après, lorsque l'Italie entre dans la Grande Guerre, Spingardi est responsable de l'institut militaire chargé de gérer le problème des prisonniers de guerre austro-hongrois sur le territoire italien. C'est lors d'une visite dans un camp de prisonniers (à Asinara) qu'il a contracté une infection paludéenne, qui a entraîné sa mort le 22 septembre 1918 à Spigno Monferrato.
Une école primaire de Spigno Monferrato, dans la province d'Alexandrie, lui est dédiée.

### Carrière militaires
- Sous-lieutenant (sottotenente) : 20 mai 1866
- Lieutenant (tenente) : 19 décembre 1872
- Capitaine (capitano) : 26 août 1877
- Major (maggiore) : 29 juin 1884
- Lieutenant Colonel (tenente colonnello) : 11 octobre 1888
- Colonel (colonnello) : 3 avril 1893
- Général de division (maggiore generale) : 12 novembre 1899
- Lieutenant-général (tenente generale) : 1er avril 1906

### Commissions sénatoriales
- Membre de la Commission des finances (28 mai 1914-22 septembre 1918)
- Membre de la commission d'examen des projets de loi "Protection et assistance des orphelins de guerre" et "Protection et assistance des invalides de guerre" (20 décembre 1916).

### Postes et titres
- Professeur à l'école de guerre (29 août 1886)
- Chef de section au ministère de la Guerre (7 juillet 1887)
- Commandant en second de l'École de guerre (11 décembre 1892-octobre 1896)
- Directeur général des services administratifs du ministère de la Guerre (19 juin 1898-septembre 1900)
- Commandant général des Carabiniers (2 février 1908)

## Décorations

### Décorations italiennes
- Chevalier de l'ordre suprême de la Très Sainte Annonciade - 1912
- Chevalier grand-croix de l'ordre des Saints-Maurice-et-Lazare - 1912
- Grand officier de l'ordre de la Couronne d'Italie
- Médaille de la Mauricie
- Croix d'or pour ancienneté de service (40 ans)
- Médaille commémorant les campagnes des guerres d'indépendance
- Médaille commémorative de l'unification de l'Italie

### Décorations étrangères
- Grand officier de l'ordre de l'Aigle rouge (Empire allemand)
- Chevalier de 8ème classe de l'ordre du Soleil levant (Japon)
- Grand officier de l'ordre national de la Légion d'honneur (France)
- Grand officier de l'ordre royal de l'Étoile polaire (Suède)

## Sources
- (it) Cet article est partiellement ou en totalité issu de l’article de Wikipédia en italien intitulé « Paolo Spingardi » (voir la liste des auteurs).